# Hugh Dowding, 1. Baron Dowding

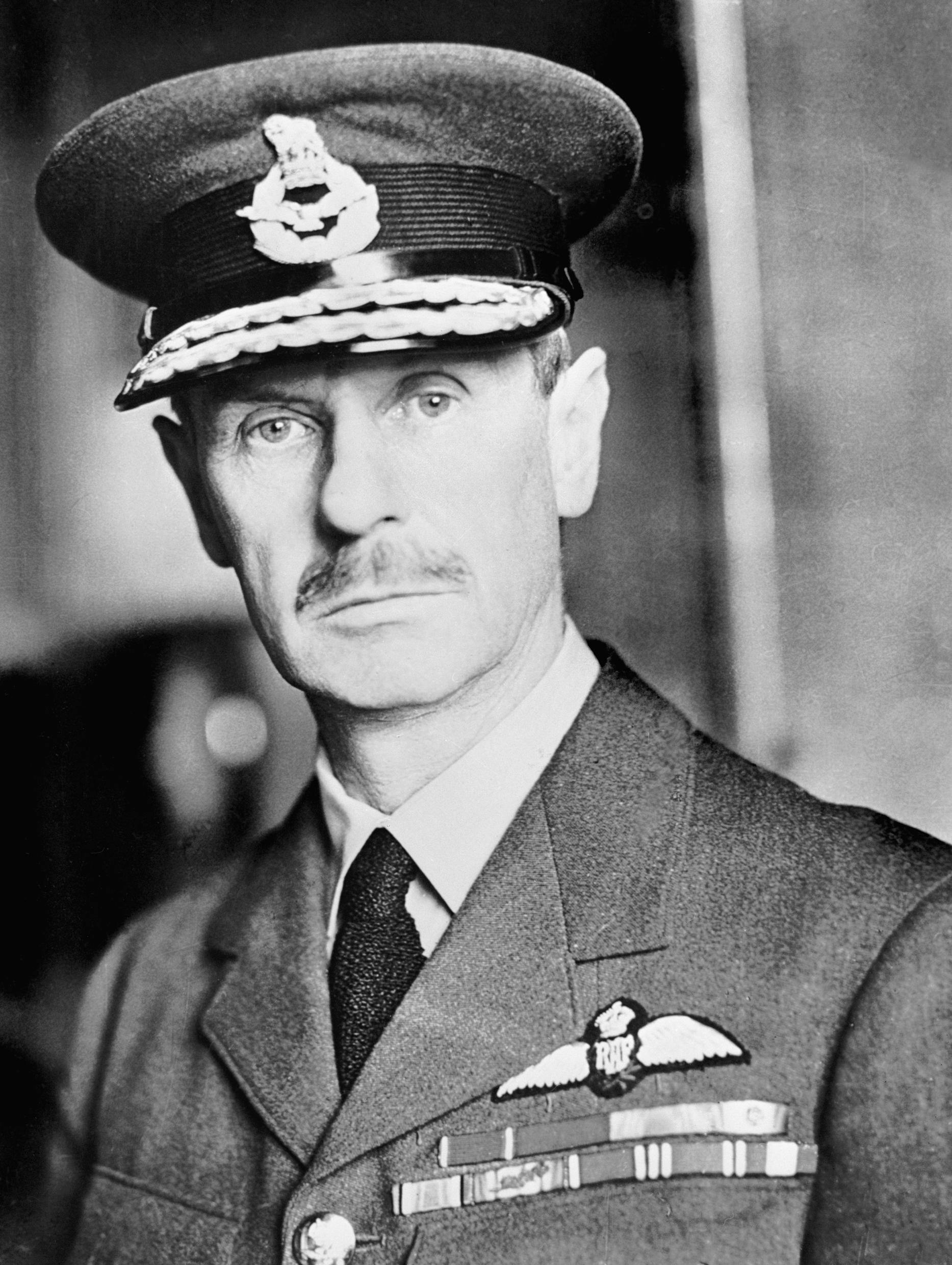
Sir Hugh Dowding um 1935

Hugh Caswell Tremenheere Dowding, 1. Baron Dowding GCB, GCVO, CMG (* 24. April 1882 in Moffat, Dumfriesshire; † 15. Februar 1970 in Tunbridge Wells, Kent) war Offizier in der Royal Air Force (RAF) und während der Luftschlacht um England Kommandant des RAF Fighter Command (Jagdwaffe).
Mit dem so genannten „Dowding-System“, einem Luftverteidigungskonzept basierend auf Radar, zentraler Informationsverarbeitung und mittels Sprechfunk geführter Abfangjäger, schuf Dowding die Voraussetzungen für die Verteidigung Englands im Zweiten Weltkrieg.

## Leben

### Schule und Erster Weltkrieg
Dowding war das älteste von vier Kindern des Schulleiters Arthur John Caswall Dowding (um 1855–1932) aus dessen Ehe mit Maud Caroline (um 1855–1934), Tochter des Lieutenant-General Charles William Tremenheere (1813–1898), Chefingenieur des Public Works Department der Präsidentschaft Bombay in Britisch-Indien. In seiner schottischen Heimatstadt Moffat besuchte Hugh Dowding die St. Ninian's Preparatory School, die von seinem Vater Arthur Dowding und dessen Studienkollegen, Rev. William Churchill 1879 gegründet worden war. In seinem 15. Lebensjahr wurde er auf Empfehlung seines Vaters am renommierten südenglischen Winchester College aufgenommen. Da sein Desinteresse an Griechisch und Latein seinen schulischen Erfolg dort verhinderte, verließ er das Institut schon zwei Jahre später wieder. Er bewarb sich mit Erfolg an der Royal Military Academy in Woolwich. Aufgrund seiner Abneigung gegenüber Mathematik wurde er jedoch nicht zum Ingenieursstudium zugelassen.
Dem Rat seiner Familie folgend, trat er im August 1900 zunächst als Second Lieutenant der Royal Garrison Artillery in die British Army ein. Als Artillerist erwartete Dowding, nach Südafrika entsandt zu werden, da Großbritannien sich seit 1899 im Krieg mit den Buren befand. Er wurde jedoch nicht dort, sondern nacheinander in Ceylon, Gibraltar, Hongkong und Indien stationiert, wo er bei der Gebirgsartillerie diente.
1912 kehrte er nach England zurück und besuchte das Staff College der British Army in Camberley. Während seiner Zeit dort erwarb er privat die Fluglizenz (Royal Aero Club pilot's certificate No. 711), die er am 20. Dezember 1913 erhielt, seinem letzten Tag am Staff College. Daraufhin trat er gegen den Willen seines Vaters als Reserveoffizier in das neu gegründete Royal Flying Corps ein.
Im Ersten Weltkrieg kämpfte Dowding zunächst bei der No. 6 und der No. 9 Squadron. Sein frühes Interesse für die drahtlose Telegraphie ließ ihn vorübergehend nach England zurückkehren und das Wireless Experimental Establishment in Brookland gründen. Wieder an der Front in Frankreich, wurde er zum Führer der No. 16 Squadron ernannt. Auf einen Vorfall während dieser Zeit soll sein späterer Spitzname Stuffy zurückgehen. Angeblich beschwerte sich Dowding bei einem Vorgesetzten darüber, dass junge, unzureichend ausgebildete Piloten seiner Staffel gegen die erfahrenen Deutschen eingesetzt wurden und dabei oft den Tod fanden. Die legendäre Antwort war: „Don’t be stuffy, Dowding!“ (deutsch: „Sei nicht umständlich, Dowding!“)
Während der Schlacht an der Somme im Jahr 1916 führte er mehrere Staffeln als einen großen Verband (headquarters wing) an. Meinungsverschiedenheiten mit Autoritäten wie Oberbefehlshaber Hugh Trenchard führten jedoch zu seiner Abberufung von der Front bis zum Kriegsende. Dowding beendete den Ersten Weltkrieg im temporären Rang eines Brigadier-General und substantiellen Rang eines Lieutenant-Colonel. Am 1. Januar 1919 wurde er als Companion des Order of St. Michael and St. George (CMG) ausgezeichnet.

### Zwischenkriegszeit
Im Februar 1918 heiratete Dowding Clarice Maude Vancourt (geborene Williams, † 1920). Sie war die Cousine eines Staffelkameraden der No. 6 Squadron, der sie einander bekannt gemacht hatte. Clarice Maude brachte ihre Tochter Marjorie Brenda (1911–2003) aus erster Ehe mit in die Familie und Dowding nahm sie als Stieftochter an.
Am 9. Januar 1919 kam ihr gemeinsamer Sohn Derek Hugh Tremenheere Dowding (1919–1992) zur Welt. Als Clarice Maud Dowding 1920 nach nur zwei Jahren Ehe unerwartet starb, übersiedelte Hugh ins Haus seines Vaters nach Wimbledon. Seine Schwester Hilda übernahm für Dowding vermutlich die Sorge um seinen Sohn und repräsentative Pflichten, als seine Karriere bei der RAF fortschritt. Derek besuchte das Winchester College und später das RAF Elite-College in Cranwell, wo auch der populäre Jagdflieger Douglas Bader ausgebildet wurde. Dowding war ein ausgezeichneter Skiläufer, Slalomchampion und Präsident des englischen Skiklubs von 1924 bis 1925.
Am 1. August 1919 trat Dowding in die neue Royal Air Force (RAF) ein und erhielt den Rang eines Group Captain (siehe auch: Royal Air Force#Dienstgrade). Im Januar 1928 wurde er als Companion des Order of the Bath (CB) ausgezeichnet und im Januar 1929 zum Air Vice-Marshal befördert. Darauf folgte im Januar 1933 die Beförderung zum Air Marshal und im Juni 1933 wurde er als Knight Commander der Order of the Bath (KCB) geadelt.
In den 1930er Jahren war er Mitglied der Abteilung für Forschung und Entwicklung innerhalb der RAF und setzte sich für die Umstellung von Doppeldeckern auf Eindecker in Ganzmetallbauweise ein. Damit forcierte er eine Modernisierung des Flugzeugbestandes auf die Modelle Hawker Hurricane und Supermarine Spitfire. Dowding war in dieser Funktion auch Zeuge eines Versuches zur Ortung von Flugzeugen, durchgeführt von dem schottischen Techniker Robert Watson-Watt, am 26. Februar 1935. Das Ergebnis dieser Tests überzeugte Stuffy Dowding, der auch für seine Steifheit und Humorlosigkeit bekannt war, derart, dass er Steuergelder für die Weiterentwicklung dieser Technik bereitstellen ließ. Er förderte damit die Entwicklung der Funkortung, die später ein wesentlicher Bestandteil des Dowding-Systems war. Mehrere Versuche der Deutschen, die Bedeutung der an der Südküste Englands errichteten stählernen Masten herauszufinden, darunter mit dem Luftschiff "LZ 130 Graf Zeppelin 2" noch wenige Tage vor Kriegsausbruch im Sommer 1939, schlugen fehl.
Anders als er erwartet hatte, wurde 1936 nicht er, sondern Cyril Newall in den Stab der Royal Air Force berufen. Stattdessen wurde er nur zum Oberkommandeur der neu aufgestellten Jägerverbände, des Fighter Command, ernannt.
Auch sein Sohn Derek wurde Kampfpilot und diente während der Luftschlacht um England bei der No. 74 Squadron. Das väterliche Verhältnis zu seinen fighter boys, wie er die Piloten gelegentlich nannte, hatte also auch einen familiären Hintergrund.
Im Januar 1937 wurde er zum Air Chief Marshal befördert und als Knight Grand Cross des Royal Victorian Order (GCVO) ausgezeichnet.

### Zweiter Weltkrieg

#### Politik
Dowdings Aufmerksamkeit galt angesichts der unübersehbaren deutschen Rüstungsanstrengungen und der militärischen Erfolge der Wehrmacht dem raschen Aufbau einer starken Jagdwaffe. Um dafür Zeit zu gewinnen, bestärkte er den britischen Premierminister Arthur Neville Chamberlain in seiner Appeasement-Politik.
Dowding war bereits 1939 für die altersbedingte Pensionierung vorgesehen. Der als Nachfolger bestellte Christopher Courtney verunglückte jedoch bei einem Flugunfall zusammen mit anderen hohen Offizieren der RAF und verletzte sich schwer. Dowding stimmte einer Verlängerung seiner Dienstzeit bis März 1940, und dann weiter bis Oktober 1940 zu.
Während der Schlacht um Frankreich wurden immer mehr Staffeln auf das Festland überstellt und in den Kämpfen gegen eine schnell vorrückende deutsche Wehrmacht aufgerieben. Der energische Winston Churchill, der nach dem Rücktritt Chamberlains Premierminister war, wollte den Forderungen der Franzosen nach weiteren Jagdstaffeln der RAF nachgeben, damit die Franzosen den Krieg gegen Deutschland fortführten.
Dowdings Ansinnen war es jedoch, die Reserven der RAF zu schonen und für die Heimatverteidigung vorzubereiten. Da erhielt Dowding die Gelegenheit, bei einer Besprechung am 15. Mai 1940 dem Kriegskabinett und Winston Churchill seine Sicht zu erläutern. Er beschrieb anschaulich, dass bei konstanter Verlustrate in Kürze keine einzige Hurricane mehr zur Verteidigung vorhanden sein würde. Churchill betonte, dass er persönlich der französischen Regierung Unterstützung versprochen habe, und dass sie dringend nach Jägerstaffeln verlange. Dowding gab sich demonstrativ unbeteiligt und verwies darauf, dass seine Aufgabe die Vorbereitung des Fighter Command auf die Verteidigung Englands sei.
Am nächsten Tag schrieb Dowding an Churchill, dass er unverzüglich eine Stellungnahme des Luftfahrtministeriums fordere, die zuvor die Mindeststärke des Fighter Command zur Landesverteidigung auf 52 Staffeln festgelegt habe. Eine voll ausgerüstete Staffel des Fighter Command verfügte über durchschnittlich je 20 Flugzeuge mit Mannschaft und Wartung, was in etwa einer Staffel der deutschen Luftwaffe entsprach. Gegenwärtig wären noch 36 Staffeln einsatzbereit, erläuterte Dowding. Man solle ihm von Seiten der Politik eine Mindeststärke nennen, die in keinem Fall unterschritten werden würde. Er vermied sorgfältig, die genannten 52 Staffeln als seine persönliche Mindestforderung zu nennen und spielte geschickt den Ball der Politik zu. Danach genehmigte das Kriegskabinett unter dem Druck der schwer in Bedrängnis geratenen französischen Führung noch ein letztes Mal vier (statt der geforderten zehn) Staffeln für das britische Expeditionskorps in Frankreich.
In Folge wollte niemand mehr die Verantwortung für eine Schwächung der Heimatverteidigung übernehmen. Alle weiteren verzweifelten Gesuche der Franzosen wurden abgewiesen. Winston Churchill erklärte später, Dowding hätte ihm gegenüber im Vertrauen zugesichert, er benötige lediglich 25 Staffeln zur Heimatverteidigung, was Dowding stets bestritt und als Beweis dafür seinen Brief vom 16. Mai vorlegte.
Als Dowding von der Unterzeichnung des Waffenstillstands zwischen Frankreich und Deutschland erfuhr, bemerkte er lapidar: „Finally alone“ (deutsch: „Schließlich [sind wir] alleine“).
Im Mai war das Fighter Command auf 32 Staffeln reduziert. Unmittelbar nach dem Ende der Kämpfe in Frankreich begann zunächst über dem Ärmelkanal, dann zunehmend über der Insel die Luftschlacht um England. Am Vorabend des 18. August, an jenem Tag, da beide Seiten die schwersten Verluste hinnehmen mussten, standen bereits 62 Staffeln des Fighter Command zur Verteidigung bereit. Davon waren 53 mit Hurricanes und Spitfires ausgerüstet, alle einsatzbereiten Maschinen zusammengenommen 1065 Stück. Zusätzlich verfügte die RAF über 373 moderne und technisch einsatzbereite Maschinen in Wartungsbetrieben und Ausbildungseinheiten, die mit kurzer Vorwarnzeit zu den Staffeln gebracht werden konnten. Bis zum 31. Oktober nahmen 58 Staffeln des Fighter Command aktiv an der Luftschlacht teil.
Ein wesentlicher Aspekt von Dowdings Strategie war der wirtschaftliche Umgang mit den zur Verfügung stehenden Reserven. Dies wurde zusätzlich von abgefangenen deutschen Funksprüchen unterstützt, aus denen hervorging, dass die Luftwaffenführung die RAF in einer großen Luftschlacht dezimieren wolle.
Dowding ließ seinen Gruppenkommandeuren bei der Erfüllung ihrer Aufgaben weitgehend freie Hand. Es wurde aber auch kritisiert, dass er einer Rivalität zweier Gruppenkommandeure, nämlich Park und Leigh-Mallory, dadurch Raum für einen Disput über den Einsatz großer Verbände bot. Diese so genannte Big-Wing-Kontroverse wurde noch lange nach dem Krieg diskutiert. Aus heutiger Sicht wird das Vorgehen von Park, auf das Formieren großer und dadurch schwerfälliger Verbände in der kritischen Phase zu verzichten, als das richtige angesehen.

#### Dünkirchen
Als sich die British Expeditionary Force (britisches Expeditionskorps) Ende Mai und Anfang Juni 1940 vom Strand von Dünkirchen über den Ärmelkanal zurückzog und dabei heftig von der Luftwaffe attackiert wurde, kritisierte man in Soldatenkreisen das vermeintliche Fehlen der RAF. Man vermutete, dass Dowding die Jäger nicht opfern wollte, um den Rückzug der Truppen zu decken.
Diese Einschätzung war falsch. So fanden heftige Luftkämpfe im Bereich von Dünkirchen statt, aber meist außerhalb der Sichtweite der bedrängten englischen und französischen Truppen. Die RAF beklagte den Verlust von mindestens 90 Piloten, es wurden mehr als 170 Jagdflugzeuge des Fighter Command abgeschossen oder irreparabel beschädigt. Aus Propagandagründen wurden diese hohen Verlustzahlen nicht veröffentlicht.
Das erste Mal im Zweiten Weltkrieg erreichte die RAF, zeitlich und räumlich begrenzt, Luftüberlegenheit über die Luftwaffe. 134 deutsche Flugzeuge konnten in der bis dahin größten Luftschlacht abgeschossen werden. Obwohl die Ausgangslage für die Evakuierung ungünstig war, konnten 338.226 alliierte Soldaten nach England gebracht werden.

#### Luftschlacht um England
Die Luftschlacht um England wird von der Battle of Britain Historical Society (Gesellschaft für die Geschichte der Luftschlacht um England) in Übereinkunft mit der RAF zeitlich zwischen dem 10. Juli 1940 und dem 31. Oktober 1940 eingegrenzt. Es blieb wenig Zeit, die Verluste aus der Schlacht um Frankreich und Dünkirchen zu ersetzen. Um dem dringenden Personalbedarf zu begegnen, ließ Dowding ausländische Verbände mit mäßigen Englischkenntnissen von der RAF in den Kampf führen. Der Erfolg war durchschlagend, so waren beispielsweise die Abschussquoten der polnischen Piloten überdurchschnittlich hoch, wenn auch über mangelnde Funkdisziplin geklagt wurde. In der Hitze des Gefechtes kommunizierten die polnischen Piloten nämlich in ihrer Muttersprache und nicht in Englisch über die Bordfunkgeräte.
Die heftigsten Kämpfe ereigneten sich zwischen dem Adlertag am 13. August und dem 17. September, als Hitler die „Operation Seelöwe“ bis auf unbestimmte Zeit aussetzte. Seelöwe war die Bezeichnung der geplanten Invasion Englands, deren Voraussetzung die Niederlage der RAF gewesen wäre. In dieser Phase der Luftschlacht musste die 11. Gruppe unter Führung von Keith Park die Hauptlast der Kämpfe tragen. Park war zuvor als Adjutant im Stab des Fighter Command direkter Untergebener Dowdings gewesen. Park genoss das absolute Vertrauen Dowdings und wurde sogar in die Ultra intercepts (abgefangene und entschlüsselte deutsche Funksprüche, deren Existenz strengster Geheimhaltung unterlag) eingeweiht. Dowding selbst wurde erst am 16. Oktober 1940 vom Geheimdienst auf die Liste der zu informierenden Personen gesetzt und erfuhr an diesem Tag offiziell von der Existenz des Ultra Projektes. Der Verlauf der Schlacht lässt darauf schließen, dass der Geheimdienst vereinzelt Informationen an Dowding weitergab, ohne die Quellen dafür zu nennen.
Durch eine gesteigerte Flugzeugproduktionsrate, die von Dowding entscheidend mit entwickelte Luftverteidigung und den tapferen Einsatz der Piloten und ihrer Kommandeure galt ab 31. Oktober 1940 die unmittelbare Bedrohung als abgewendet. Im Oktober 1940 wurde Dowding zum Knight Grand Cross des Order of the Bath erhoben. Der Triumph Dowdings wurde von persönlichen Kontroversen zwischen Dowding, seinem Nachfolger William Sholto Douglas und zwei seiner rivalisierenden Kommandeure überschattet. Er wurde als Oberbefehlshaber des Fighter Command abberufen.

#### Weiterer Einsatz

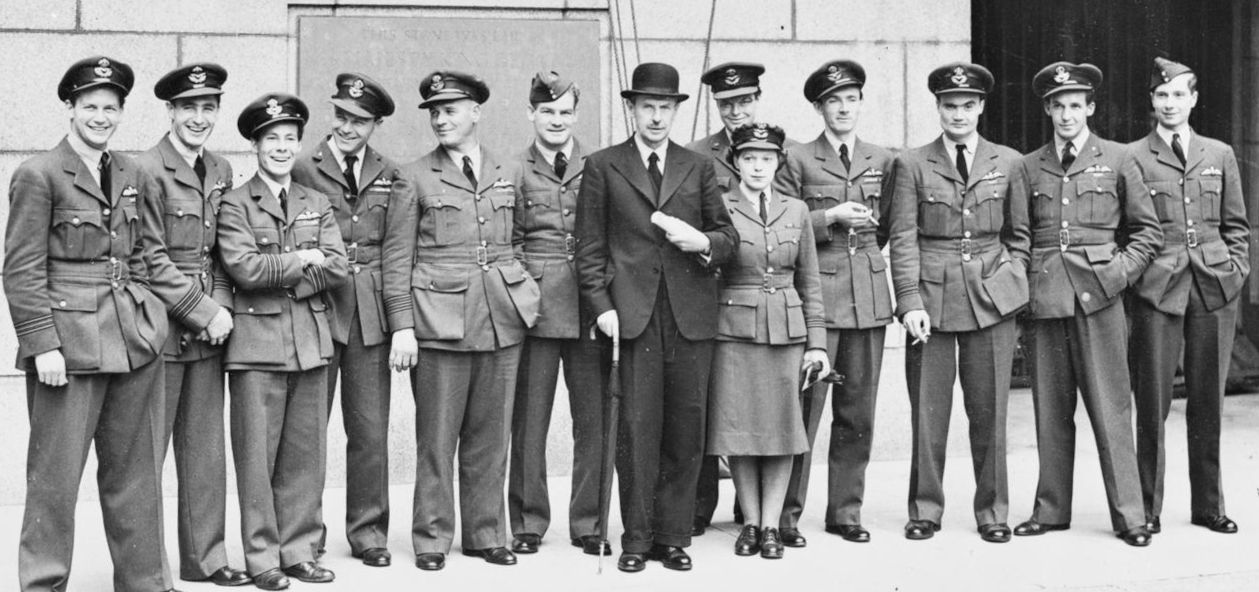
Dowding mit britischen Piloten anlässlich des zweiten Jahrestags der Luftschlacht um England

Kaum war die unmittelbare Gefahr einer Niederlage gebannt, trat Dowding im November 1940 und auf Wunsch Churchills eine diplomatische Mission in die USA an, bei der er Präsident Franklin D. Roosevelt von der Bedeutung einer modernen Jagdwaffe überzeugen und beim Aufbau einer solchen Unterstützung leisten sollte.
Anschließend wirkte er innerhalb der Royal Air Force an Verwaltungsaufgaben wie der Erhebung erforderlicher Mannstärken mit, bevor er im Juni 1942 als Air Chief Marshal den Ruhestand antrat. Als Kommandeure des Fighter Command folgten ihm William Sholto Douglas und später Trafford Leigh-Mallory nach. Am 5. Juli 1943 verlieh ihm König George VI. in der Peerage of the United Kingdom die erblichen Peerwürde Baron Dowding, of Bentley Priory in the County of Middlesex. Dowding wurde dadurch Mitglied des House of Lords.

### Nachkriegszeit

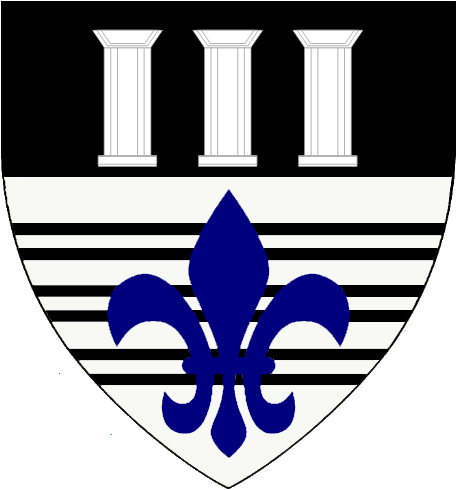
Wappen Hugh Dowdings als 1. Baron Dowding

Am 25. September 1951 heiratete Dowding in Caxton Hall, Westminster, in zweiter Ehe Muriel Whiting (geborene Albino, 1908–1993), Witwe eines 1944 gefallenen Pilot Officer des RAF Bomber Command. Sie lebten zusammen im selben Haus in Wimbledon, das Dowding schon vor dem Krieg bewohnt hatte.
Lady Dowding gründete 1959 die Tierschutzorganisation Beauty Without Cruelty (BWC).
Beide waren Vegetarier und Anti-Vivisektionalisten und widmeten sich unter anderem dem Spiritualismus und dem Tierschutz. Dowding war aufgrund seiner Popularität und seines hohen Adelsstandes ein häufig zitierter Redner in der parapsychologischen Szene Englands. In einem mehrfach publizierten Interview bestätigte er die Plausibilität der Existenz von UFOs außerirdischer Herkunft. Dowding vertrat die Ansicht, dass der Sieg der Alliierten gegen Hitler durch direktes göttliches Eingreifen ermöglicht wurde. In verschiedenen Publikationen ging Dowding auf die These der Reinkarnation ein.
In diesem Zusammenhang berichtete er davon, dass ihm während der Luftschlacht von England gefallene Piloten erschienen seien und er sich mit ihnen unterhalten habe.
Er schrieb neben Beiträgen für Journale auch Bücher, und zwar:
- Many Mansions. Rider & Co, London 1943.
- Lychgate. Rider & Co, London 1945.
- Twelve legions of angels. Essays on war affected by air power and on the prevention of war. Jarrolds, London 1946.
- God's magic: an aspect of spiritualism. Museum Press, London 1946.
- The Dark Star. Museum Press, London 1951.

Als Mitglied des House of Lords setzte sich Dowding in parlamentarischen Debatten insbesondere für den Tierschutz ein. Für den Zeitraum von 1948 bis 1965 sind im Hansard 104 Parlamentsreden Dowdings verzeichnet.
Dowding starb am 15. Februar 1970 in seinem Haus in Tunbridge Wells in der Grafschaft Kent.
Seine Asche wurde vor dem Battle of Britain Memorial-Fenster der Westminster Abbey beigesetzt. Sein Sohn und einziges Kind Derek Hugh Tremenheere Dowding folgte ihm als 2. Baron Dowding.

## Gedenken

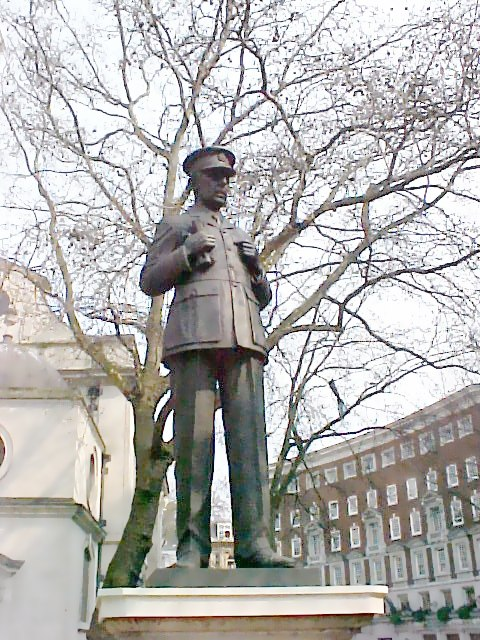
Statue Dowdings vor St. Clement Danes in London

Die St. Ninian's School wurde 1980 wegen Baufälligkeit als Schule geschlossen, aber bis 1988 mit privaten Mitteln und mit Unterstützung aus RAF in der Höhe von 1,6 Millionen Pfund Sterling renoviert und unter dem Namen Dowding House als Wohnheim für bedürftige ehemalige RAF-Bedienstete eröffnet. Es standen am 1. Oktober 1988 12 Doppel- und 14 Einzelwohnungen zur Verfügung.
Im Haus für behinderte oder kriegsversehrte RAF-Bedienstete in Sussexdown, Bezirk Storrington in der Grafschaft Sussex, befindet sich ein Lord Dowding Saal.
Ein Monument aus Sandstein und Bronze des Künstlers Scott Sutherland steht im Moffat Station Park (Bahnhofspark).
Vor der Kirche der Royal Air Force St Clement Danes in London befindet sich eine überlebensgroße Bronzestatue des Bildhauers Faith Winter, fertig gestellt 1990, mit dem Titel Air Chief Marshal Lord Dowding, Baron of Bentley Priory and Commander-in-Chief of the Fighter Command of the RAF.
Der Hugh Dowding Memorial Hangar im Battle of Britain Museum of Kent in Hawkinge zeigt unter anderem die gut erhaltenen Überreste von drei im Sommer 1940 abgeschossenen Messerschmitt Bf 109-E4. Hawkinge war ein Einsatzflugplatz der 11. Gruppe unter dem Kommando Keith Parks.
Das ehemalige Hauptquartier des Fighter Command der Royal Air Force bei Stanmore, ein luxuriöses Herrschaftshaus mit dem Namen Bentley Priory, beherbergt noch heute den Lord Dowding Office Room mit Originaleinrichtung und authentischen Notizbüchern des damaligen Oberkommandeurs.
Der Lord Dowding Fund, ein Projekt zur Abschaffung von Tierversuchen, wurde 1973 von der National Anti-Vivisectionalist Society (NAVS), deren Präsident Dowding gewesen war, ins Leben gerufen.